# Международная башня (Тегеран)
«Международная» (перс. برج بین‌المللی تهران‎ — бо́рдж-е бейнолмелалли́-йе техра́н, Международная Башня Тегерана) — высотное здание в районе Юсефабад, в Тегеране. Это 54-этажное строение является самым высоким жилым зданием в Иране и вторым по высоте строением Тегерана после телебашни Милад.
На 220 тыс. м² расположены 572 квартиры площадью от 42 м² до 500 м²: 43 квартиры-люкс, 172 двухкомнатных, 313 трёхкомнатных, 16 четырёхкомнатных, 11 трёхуровневых и 17 двухуровневых квартир. Кроме этого в здании имеются тренажёрные и спортззалы, два бассейна (общий и женский), сауны, теннисные корты и магазины. Железобетонная, сейсмоустойчивая конструкция здания выполнена в виде трилистника со 120-градусным углом между каждым корпусом.